# Alvin Kersh

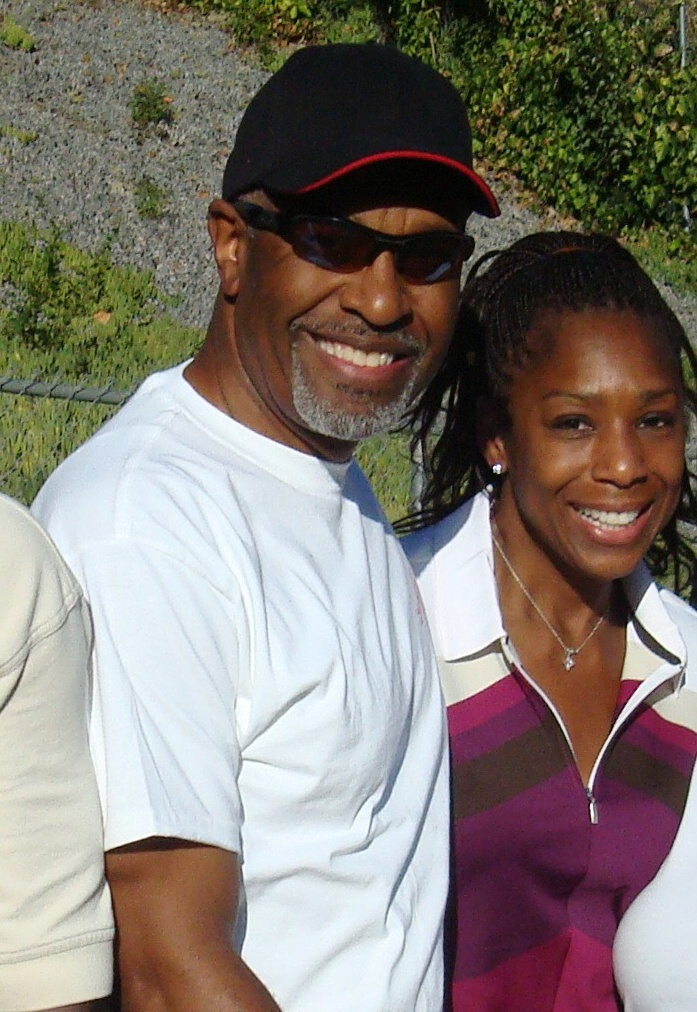
James Pickens Jr., l'acteur incarnant dans X-Files : Aux frontières du réel le Directeur Alvin Kersh.

Alvin Kersh est un personnage de la série de science-fiction X-Files : Aux frontières du réel dans laquelle il est, à partir de la saison 6, directeur adjoint du FBI, chargé entre autres de superviser le travail des agents Fox Mulder et Dana Scully. Il est interprété par l'acteur américain James Pickens Jr.. Sa voix française est assurée par Saïd Amadis.
Il fait son apparition dans le premier épisode de la 6e saison (intitulé Le Commencement). Il est alors directeur adjoint (c'est-à-dire directeur d'une ou plusieurs sections) au FBI, et les agents Mulder et Scully, chargés des « affaires non classées » (c'est-à-dire présentant des aspects mystérieux ou paranormaux ayant rendu impossible leur clôture), passent temporairement sous sa supervision. Kersh, à l'inverse de son prédécesseur, le directeur adjoint Walter Skinner, qui s'était allié à Mulder et Scully, tente d'éjecter ces derniers du service et surtout de les séparer. Son rôle reste néanmoins assez marginal, et il n'apparaît pas dans la saison 7, avant d'effectuer son retour dès le premier épisode de la saison 8. Kersh est alors le nouveau numéro 2 du FBI (Deputy Director). Au cours des deux dernières saisons, son personnage prend ainsi de l'ampleur, notamment grâce à ses liens (d'abord amicaux puis hostiles) avec le nouvel agent John Doggett (incarné par Robert Patrick).

## Biographie fictive

### Navy
Kersh est un pilote de la Navy (d'un Grumman A-6 Intruder, précisément) durant la guerre du Viêt Nam. Il est connu pour utiliser les mêmes instincts, la même froideur et la même intelligence pour gravir les échelons du FBI que pour servir jadis la Navy. 

### Saison 6
En tant que directeur-adjoint, il est temporairement, fin 1998 (saison 6), le supérieur direct de Fox Mulder et de Dana Scully. Durant ce temps, l'homme à la cigarette, l'un des leaders du Consortium, ou Syndicat, qui cherche à cacher à la planète l'existence des extraterrestres, est régulièrement aperçu dans son bureau (de la même manière que lorsqu'il assistait silencieusement aux entretiens entre Skinner et ses agents lors des premières saisons). Kersh assigne à Mulder et Scully des tâches subalternes censées les éloigner des affaires non classées. Et lorsque les deux agents travaillent à un X-File derrière son dos, Kersh les punit en refusant le remboursement de leurs frais, les contraignant à supporter financièrement leurs travaux. Il tente, par ailleurs, de séparer Mulder de Scully, estimant que, si la carrière du premier au FBI est définitivement compromise, celle de la seconde est encore sauvable.

### Saison 8
Tandis que Mulder et Scully sont réassignés aux affaires non classées, Kersh continue de progresser dans la hiérarchie du FBI au point d'en devenir le numéro 2 lorsqu'il réapparaît dans la série à partir de la saison 8. Peu de temps après sa promotion, Mulder est enlevé par des extraterrestres. Kersh désigne alors l'agent spécial John Doggett, un de ses proches, pour mener l'enquête. Après la découverte du cadavre de Mulder, Kersh assigne Doggett, qui a refusé une promotion, aux affaires non classées aux côtés de Scully. Très vite, les relations entre Kersh et Doggett, autrefois amicales, se distendent. Lorsque Mulder revient, trois mois après sa « mort », miraculeusement à la vie, Kersh refuse de le réassigner aux X-Files, où il maintient Doggett et Scully. Lorsqu'il découvre que Mulder aide Doggett dans ses enquêtes, avec le soutien tacite de Scully et Skinner, il s'apprête avec plaisir à sanctionner tout le monde, mais Mulder, qui fait désormais confiance à Doggett (après des débuts tendus), prend toute la responsabilité de l'affaire et démissionne du FBI. Doggett est désormais persuadé de l'implication de Kersh dans la nouvelle conspiration (probablement dirigée par Toothpick Man, et qui a pris la suite du Syndicat), ainsi que dans la construction de programmes de « supersoldats », comme son ancien ami Knowle Rohrer, et cherche à le prouver. Il reçoit pour cela l'aide de l'agent Monica Reyes, une amie spécialisée dans le satanisme à qui il demandait des conseils lors des X-Files sur ce thème. La nuit de la naissance mouvementée de l'enfant de Scully, Kersh reçoit dans son bureau Knowle Rohrer et l'agent Crane, tous deux des supersoldats. Alex Krycek, ancien membre du Syndicat (mais aussi de son équivalent russe) est également présent au FBI alors qu'il est recherché pour meurtre. Mulder, Skinner et Doggett surprenant tout ce beau monde, une course-poursuite s'engage au sein-même du parking de FBI et aboutit à l'explosion de la voiture dans laquelle se trouvaient Rohrer et Crane (qui survivent évidemment), tandis que Skinner abat Krycek de sang-froid. Le week-end passé, toutes les preuves de cette affaire, matérielles comme vidéo, ont mystérieusement disparu, vraisemblablement sur ordre de Kersh contre qui Doggett et Reyes déclenchent par conséquent une enquête interne qui ne donnera rien.

### Saison 9
Durant la neuvième saison, le Toothpick Man, un conspirateur clé sinon le nouveau leader du néo-consortium, supersoldat de son état, est régulièrement vu en compagnie de Kersh, comme l'homme à la cigarette avant lui. Tandis que Mulder s'est évaporé dans la nature sans laisser de traces (seule Scully sait où il est : chez Gibson Praise), Reyes intègre aux côtés de Doggett et Scully le service des affaires non classées, sous la direction du Directeur adjoint Skinner. Le quatuor est régulièrement en butte à la surveillance et aux injonctions de Kersh qui, sur ordre, cherche à les discréditer. 
Lors du double épisode final de la série, Mulder pénètre dans une base militaire top secrète et est finalement arrêté après s'être heurté à Knowle Rohrer qu'il est faussement accusé d'avoir tué. Kersh va alors s'entretenir avec le général qui dirige la base, et lui explique que « Mulder a toujours été un problème pour le FBI ». Son vis-à-vis acquiesce et lui suggère la constitution d'un tribunal militaire ad hoc d'exception pour définitivement résoudre le problème Mulder. Étonnamment, Kersh proteste et estime la procédure illégale. Le général, glacial, lui répond : « Monsieur Kersh, vous savez comme moi qu'il existe des forces au sein de l'actuel Gouvernement auxquelles il serait pure folie de résister ». Kersh, à contrecœur, forme donc un tribunal d'exception dont il prend lui-même la présidence. Quatre autres juges sont présents à ses côtés, dont le Toothpick Man. Skinner assure, quant à lui, la défense de Mulder. Kersh oriente clairement les débats dans le sens de l'accusation, mais ne peut empêcher Gibson Praise de révéler que le Toothpick Man est un supersoldat. Sans surprise, le tribunal condamne Mulder à mort. Lorsque Mulder se lève pour répondre à la condamnation, Kersh baisse la tête. La nuit précédant l'exécution, Scully, Doggett, Reyes et Skinner décident de faire évader Mulder. Ils se heurtent alors à Kersh qui les informe que le chemin qu'ils s'apprêtaient à prendre les mènera à la catastrophe. Kersh guide les fugitifs à travers la base pour les faire sortir, puis conseille la route à prendre à Mulder et Scully, qui doivent s'enfuir ensemble. Lorsque celle-ci lui demande « ce qu'il fait là », Kersh répond : « ce que j'aurais dû faire depuis bien longtemps ». Le lendemain, au FBI, Skinner et Doggett cherchent à voir leur nouvel (et influent) allié, mais Kersh est consigné dans son bureau pour interrogatoire, notamment par le Toothpick Man. Peu après, le service des affaires non classées est définitivement fermé. 
Dans le second film, X-Files : Régénération, qui se déroule six ans après ces événements, Kersh n'apparaît pas et n'est pas mentionné, et on ne sait donc ce qu'il est advenu de lui.

## Conception du personnage
Le personnage de Alvin Kersh est nommé ainsi en hommage au Docteur Kersh et à Anton Kersh, deux personnages du Cirque des vampires, l'un des films préférés de Chris Carter (le créateur de X-Files). Selon le scénariste Frank Spotnitz, la création de Kersh avait pour objectif de créer un personnage du FBI à opposer au Directeur adjoint Walter Skinner, très protecteur envers Fox Mulder et Dana Scully.
Quand James Pickens Jr. a postulé pour le rôle, Spotnitz a vu en lui une « nouvelle grande trouvaille », ajoutant : « plusieurs fois au cours de la série, nous avons eu la chance de trouver des acteurs correspondant parfaitement aux rôles, et surtout la chance de les garder ou de les faire revenir, car ils sont merveilleux ! Ça a été le cas pour William B. Davis (l'homme à la cigarette), pour Nicholas Lea (Alex Krycek) ou pour Mitch Pileggi (Walter Skinner), et c'est ce qui s'est passé ici avec James Pickens. Un acteur fantastique, qui n'a rien à voir avec Alvin Kersh, mais qui s'est transfiguré pour jouer ce rôle ».  
James Pickens Jr. s'est longuement préparé pour le rôle de Kersh en ayant obtenu l'autorisation d'observer de hauts pontes du FBI, dont Kersh est l'archétype, à Los Angeles. Toutefois, l'acteur déclare avoir essentiellement vu des personnes d'au moins 20 à 25 ans d'ancienneté n'ayant pas obtenu leurs hautes fonctions sans travailler ou en ayant corrompu le système. 